# Lord Kames
Henry Home, mais conhecido como Lord Kames (1696 — 1782) foi um influente filósofo escocês do século XVIII e uma figura marcante do iluminismo escocês.
Nascido em Kames, Berwickshire, no leste das Lowlands da Escócia, ele tornou-se um advogado (advocate, como eles são designados na Escócia, ao contrário de barrister, o nome por que eles são conhecidos na Inglaterra).
Em 1752, foi-lhe atribuído o título de Lord Kames.

## A relação com David Hume
Lord Kames foi um grande amigo de David Hume. Eram familiares distantes e vizinhos. A casa de Kames era apenas a 10 milhas de Ninewells, onde David Hume cresceu. O pai de David Hume faleceu quando David era ainda uma criança. Henry Homes tornou-se a partir daí uma figura protectora para o jovem David. Ele reconfortou a mãe de Hume quando o brilhante aluno David decidiu abandonar os estudos de Direito para estudar Filosofia. Hume chamou-lhe "o melhor amigo que jamais tive" mas também "o homem mais arrogante do mundo" e "uma mente de ferro num corpo de ferro". Hume e Kames discutiam constantemente, particularmente em matéria de Religião. Hume era ateu, Lord Kames era anglicano, algo raro em Edimburgo onde a maioria era Calvinista (presbiteriana, ver Kirk), mas comum entre a aristocracia possuidora de terras. Kames detestava o ateísmo.

## A teoria dos quatro estágios da sociedade
Uma das ideias mais interessantes de Lord Kames diz respeito à sua observação da evolução das sociedades na história. Lord Kames pode ser considerado um dos precursores da Antropologia Social.
Na base da diferença entre os estágios da evolução social estão a forma de propriedade e a actividade produtiva. As 4 fases são:

### 1- A sociedade recolectora
No início, os homens eram caçadores e pescadores. No tempo de Kames esta forma de organização social ainda existia entre os Esquimós, por exemplo. Nesta fase é evitado o contacto com muitas pessoas que não a família. Os outros grupos são vistos como um concorrente na caça e na colecta de recursos escassos.

### 2-A sociedade nomádica
Os homens aprenderam a domesticar os animais e passaram a poder sustentar mais pessoas que antes. Formam-se maiores clãs e tribos. No entanto as sociedades permanecem retalhadas nestas pequenas estructuras económicas

### 3-Sociedade agrícola
Com a agricultura, torna-se necessária uma maior coordenação entre um crescente número de pessoas. O cultivo dos campos implica a necessidade de regular a interacção entre de muitas pessoas. Este relacionamento precisa de ser regulamentado, algo que era supérfluo anteriormente, quando não havia a necessidade deste tipo de relações. Surgem novas profissões: carpinteiro, ferreiro, pedreiro... E surgem novos tipos de relacionamento: entre os artifíces e os lavradores, entre os donos da terra e os arrendatários, entre senhor e escravo. Surgem novas formas de cooperação mas também de competição de interesses. Kames afirma que nas primeiras fases das sociedades humanas não há a necessidade para a lei e o governo que não sejam o controle exercido pelos chefes de família e dos clãs. Foi com a introdução da agricultura que o direito se tornou necessário, porque com a agricultura passou a haver uma rede de complexas interacções de direitos e obrigações que anteriormente não existiam. Politicamente esta fase está associada ao Feudalismo e ao despotismo.

### 4- Sociedade Comercial ou capitalista
Nesta nova fase, as cidades comerciais e portuárias passam a ser o centro de coordenação de uma abrangente cadeia de relações económicas. Os benefícios são acrescidos mas com eles surgem também uma complexidade ainda maior de relações socais. Surge a necessidade de novas leis, direito marítimo, leis que regulam a venda e distribuição das mercadorias. O progresso material trazido pela nova organização social possibilita um abrandamento do despotismo anterior. Surge a possibilidade do regime democrático e dos direitos individuais. A consciência individual passa a poder regular aquilo que anteriormente é imposto por coerção externa. A comunidade de seres humanos livres e em cooperação tais como os escoceses Francis Hutcheson e Adam Smith o descreveram, tornara-se possível.

### Exemplos na prática
Para Kames, aquilo que somos como sociedade depende do facto de sermos caçadores e recolectores, ou pastores e nómadas, ou lavradores e artesãos, ou empresários e comerciantes. 100 anos antes de Marx, Lord Kames identificava uma causa da mudança histórica: as mudanças nos "meios de produção".
Para Kames, a Inglaterra e a França do seu tempo estavam claramente no último estágio desta evolução. O mesmo se pode dizer da sociedade grega antiga e a Itália (a Toscânia) do Renascimento.
A Inglaterra medieval ou a Rússia eram exemplos de sociedades no estágio agrícola.
Exemplos de sociedades nomádicas são os Hebreus da Antiguidade, muitas tribos nómadas do Magrebe e da Arábia ou os índios americanos.

### Influência para outros autores
A teoria das 4 fases de Lord Kames serviria de modelo de partida para o trabalho do historiador William Robertson e outros. É mesmo uma teoria inspiradora de um novo género de literatura historica: "A história da civilização", que tem hoje seguimento em historiadores como Arnold Toynbee e William McNeill.
Kames foi também um inspirador de Edward Gibbon e o seu monumental A história do declínio e queda do Império Romano.

## Principais obras
- Remarkable Decisions of the Court of Session (1728)
- Essays upon Several Subjects in Law (1732)
- Essay Upon Several Subjects Concerning British Antiquities (c. 1745)
- Essays on the Principles of Morality and Natural Religion (1751) Ele defende a doutrina da necessidade filosófica.
- Historical Law-Tracts (1758)
- Principles of Equity (1760)
- Introduction to the Art of Thinking (1761)
- Elements of Criticism (1762) Publicado por dois livreiros escoceses, Andrew Millar e Alexander Kincaid.[1]
- Sketches of the History of Man (1774)
- Gentleman Farmer (1776)
- Loose Thoughts on Education (1781)